# راديانت هيستوريا
راديانت هيستوريا (بالإنجليزية: Radiant Historia) هي لعبة تقمص أدوار من إنتاج ونشر الشركة اليابانية أطلس(بالإنجليزية: Atlus)، وصدرت أولا في اليابان سنة 2010 ثم في الولايات المتحدة سنة 2011، على الجهاز المحمول النينتيندو دي أس. وصدرت لها نسخة محدثّة برسوم محسنة وتمثيل صوتي كامل على جهاز الثري دي أس سنة 2017.

## فكرة القصة
تدور أحداث القصة في زمن حرب بين دولتين عظمتين، يتم تعيين بطل القصة، العميل «ستوك» (بالإنجليزية: Stocke) التابع لمملكة أليستال (بالإنجليزية: Alistel) في مهمة ضد مملكة جرانورج (بالإنجليزية: Granorg) مع رفيقيه «رايني» (بالإنجليزية:Raynie) و«ماركو» (بالإنجليزية:Marco) لكنه يواجه عدة عقبات في طريقه ويتغير هدفه، بعد أن يستلم كتابا غامضا اسمه «وايت كرونيكال» (بالإنجليزية: White Chronicle) ذو الصفحات البيضاء، الذي يخوّل له الانتقال بين الماضي والحاضر وبين الخطوط الزمنية، فيستخدمه ليحاول إنقاذ العالم المهدد بالزوال جرّاء تفشي وباء غامض.

## الجيم بلاي

### تصميم العالم وحركة اللاعب
يتم التحكم بشخصية البطل «ستوك» في عالم ثلاثي الأبعاد من زاوية نظر علوية (بالإنجليزية: Top-Down) وإمكانه فقط أن يضرب بسيفه أثناء التقل، وذلك للإفقاد وعي العدو فيكسب أسبقية في الهجوم في جزئية الهجوم المتناوب أي نظام القتال الرئيس أما إذا لامس العدو شخصية اللاعب من الخلف يكسب هو الأسبقية الهجومية.
توجد مناطق متنوعة مثل الغابات والصحاري والسهول وبكل منها أنواع أعداء مختلفة. ومن مظاهر تفاعل اللاعب مع العالم هو تحريك البراميل الخشبية ثم تفجيرها لحل الألغاز أو فتح مناطق جانبية يحصل فيها على صندوق مكافأة
و مع التقدمفي اللعبة يحصل اللاعب على قدرات جديدة تزيد من التفاعل مثل قدرة رؤية الصناديق الخفية

### ميكانيكيات القتال الرئيسية
*كلّ ما بين قوسين بالإنجليزية وهي المصطلحات الرائجة في ألعاب تقمص الأدوار
عند حدوث تلامس مع العدو يدخل اللاعب طور القتال الأساسي في ساحة قتال بنظام شبكي(System Grid) ثلاثي العرض والطول إذ يحتوي على 9 مربعات يتحرك فيها العدو بحرّية. أما شخصيات اللاعب الثلاث لا تتحرك وتتموضع على الجانب خارج الشبكة، وكلما قرب العدو من اللاعب ازداد ضرره وكذلك ضرر اللاعب على العدو، ونظام القتال الأساسي هو نظام أدوار حيث يتمكن اللاعب من اختيار حركة للشخصيات ثمّ يرى تطبيقها في المعركة وقد تكون الحركة هجوما (Attack) أو مهارة (Skill) تكتسبها كل شخصية مع تطور مستواها أو يتعلمها من لفافات يجدها في العالم وبعضها تمكنه من تحريك العدو في ساحة المعركة. ومن الحركات الممكنة تبديل الدور مع رفيق أو عدو (Change) وهي تزيد من الضرر المتلقي مؤقتا، وبإمكان اللاعب استعمال غرض (Item) أو الدفاع (Defend) لينقص من كم الهجوم المتلقّي أو الهرب (Escape) للفرار من المعركة إذا أمكن، أو تدفق المانا (Mana Burst)، أما العدو بإمكانه التحرك أو استخدام سحر وبإمكان بعض الأعداء استدعاء عدو آخر ليسانده.
عند اللاعب ثلاث معلومات في القتال: نقاط الصحة (HP) ونقاط السحر (MP) وأخيرا نقاط تدفق المانا (Mana Burst) لاستعمال حركة خاصة مميزة لكل شخصية يفتحها اللاعب مع تقدمه.
أما عند الفوز يكافئ اللاعب بزيادة في مستواه بالتالي زيادة نقاط قتاله أو يحصل على غرض (Item)
كما يحتوي القتال على نضام سلسلة الضربات (Combo) التي ترفع من أثر الهجوم كلما زاد، أو عند المراوحة بين هجوم الجسدي والسحري

### ميكانيكية السفر عبر الزمن
وهي ميكانيكية رئيسة للتفاعل مع القصة التي تتفرع لخطين زمانيين رئيسيين ويتفرعان بدورهما للقصص رئيسية وأخرى جانبية تسمى كل منها عقدة زمنية (Node)، وبعد كل بضع عقد يوضع اللاعب تحت وطأة خيارين مختلفين سيحددان الحدث القادم، وبالإمكان إعادة الاختيار بميكانيكية السفر عبر الزمن، وتستعمل أيضا لحل الألغاز ولتغيير الأحداث في الخط الزمني الآخر، وذلك لا يؤثر على مستوى الشخصيات والمل المكتسب والقدرات فهي تنتقل كما هي حتى مع تغير الزمن.

## طاقم العمل
اللعبة من إخراج ميتسورو هيراتا (Mitsuru Hirata) ومن كتابة يوه هادوكي (Yoh Haduki) وتلحين يوكو شيمومورا (يوكو شيمومورا) المعروفة بعملها في سلسلة كينغدوم هارتs